# Olav Thon

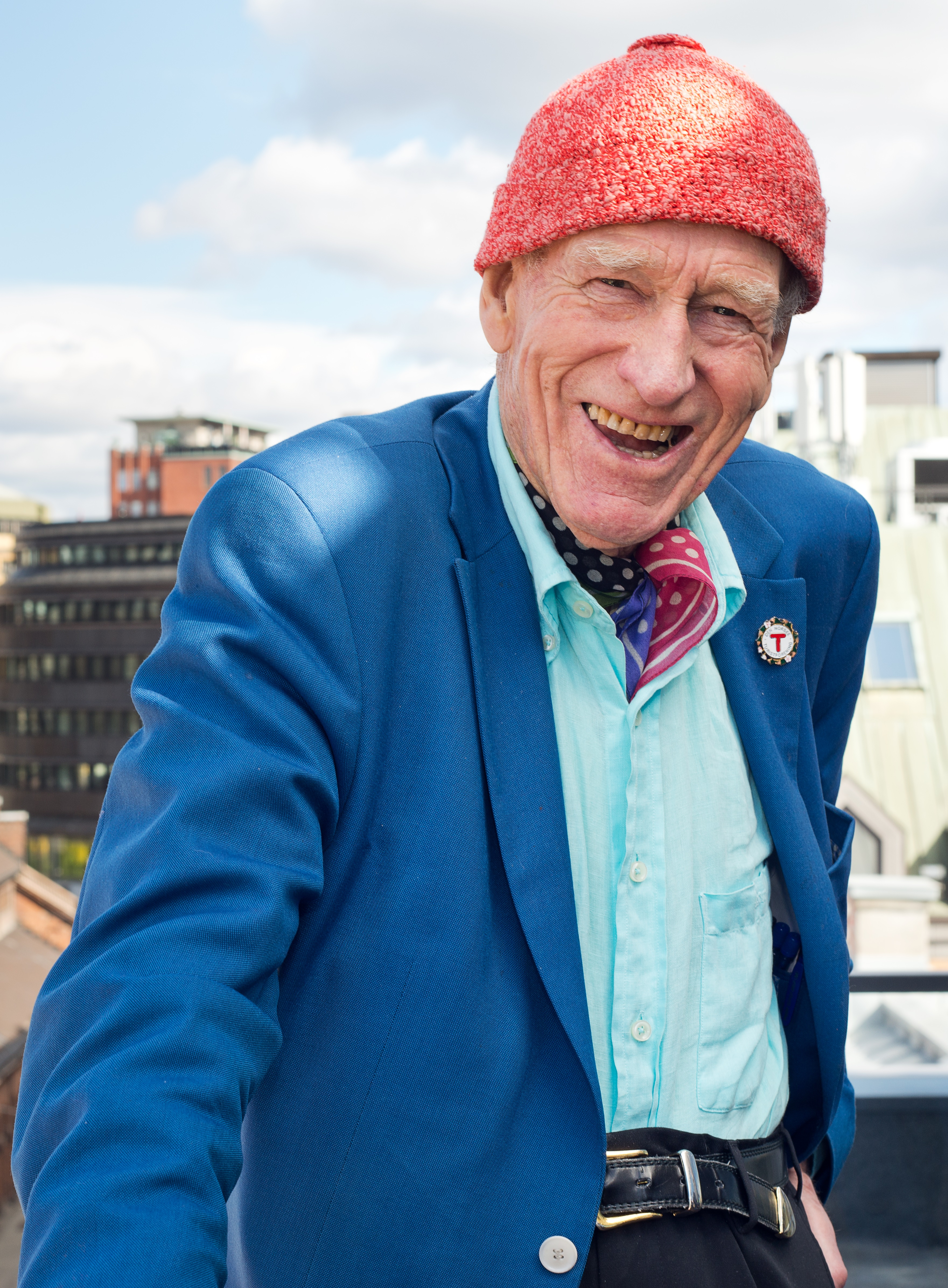
Olav Thon (2013)

Olav Thon (* 29. Juni 1923 in Ål im Hallingdal; † 16. November 2024) war ein norwegischer Immobilienunternehmer.

## Leben und Wirken
Im Jahr 1951 kaufte er das erste Gebäude und 1966 eröffnete er sein erstes Restaurant. Ihm gehörten u. a. 47 Hotels der Thon-Hotelkette sowie 76 Einkaufszentren in Norwegen und 10 in Schweden. Insgesamt umfasst der Bestand der Gruppe ca. 420 Gebäude in Norwegen und weitere 25 außerhalb.
Mit einem geschätzten Gesamtvermögen von ca. 12 Milliarden NOK (1,5 Milliarden Euro) galt er als einer der reichsten Menschen in Norwegen. In der Forbes-Liste der reichsten Menschen wurde er 2009 an 334. Stelle mit einem Vermögen von ca. 2 Milliarden USD geführt.
Im Dezember 2013 brachte er nahezu sein gesamtes Vermögen in die Olav-Thon-Stiftung ein.
Am 21. Juni 2019 heiratete er, kurz vor seinem 96. Geburtstag, seine langjährige Lebensgefährtin Sissel Berdal Haga.